# Billy Collins
William Collins, detto Billy (New York, 22 marzo 1941), è un poeta, anglista e insegnante statunitense.
Attualmente insegna letteratura inglese al Lehman College (Bronx).

## Opere
- Pokerface (1977)
- Video Poems (1980)
- The Apple That Astonished Paris (1988)
- Questions About Angels (1991)
- The Art of Drowning (1995)
- Picnic, Lightning (1998)
- Sailing Alone Around the Room: New and Selected Poems (2001)
- Nine Horses (2002)
- The Trouble with Poetry (2005)
- She Was Just Seventeen (2006)
- Ballistics (2008)

### Opere tradotte in italiano
- Billy Collins. A vela, in solitaria, intorno alla stanza. Testo inglese a fronte. Milano, Medusa, 2006. ISBN 978-88-7698-046-6
- Billy Collins. "Balistica". Testo inglese a fronte. Roma, Fazi Editore, 2011